# Phare de Bell Rock
Pour les articles homonymes, voir Bell Rock.
Le phare de Bell Rock est le deuxième plus vieux phare de mer du monde toujours en activité, après celui de Cordouan. Il se trouve en mer du Nord au large de l'Écosse. Sa construction, par Robert Stevenson (le grand-père du célèbre écrivain), au début du XIXe siècle, fut épique.
Il a été construit sur Bell Rock (aussi connue sous le nom de Inchcape) en mer du Nord, 12 milles (18 km) au large de la côte d'Angus, en Écosse, à l'est de l'estuaire de la Tay. Avec une hauteur de 35 m, sa lumière est visible à 35 milles (55 km).
La qualité de la maçonnerie sur laquelle repose le phare est telle qu'il n'a pas eu besoin de réparation ou adaptation depuis près de 200 ans.
Les lampes et réflecteurs ont été remplacés en 1843, l'équipement d'origine est remonté dans le phare du cap Bonavista, à Terre-Neuve, où il est toujours en activité. Le fonctionnement du phare a été automatisé depuis 1988.
Le phare fonctionne en tandem avec une station côtière, la Bell Rock Signal Tower, construite en 1813 à l'embouchure du port d'Arbroath. Aujourd'hui, ce bâtiment abrite le Signal Tower Museum, un centre d'accueil des visiteurs sur l'histoire du phare.

## Historique d'avant le phare
Si on en croit la légende, le rocher est appelé Bell Rock (« rocher de la cloche ») en raison d'une tentative au XIVe siècle de l'abbé d'Arbroath d'y installer une cloche d'avertissement. La cloche n'y restera qu'une année avant de sombrer sous les eaux. Cette histoire est immortalisée dans le Inchcape Rock, un célèbre poème du XIXe siècle du poète Robert Southey.
Le rocher a été le théâtre de nombreux naufrages puisqu'il se trouve juste au-dessous de la surface de la mer, sauf pendant quelques heures à marée basse.
À la fin du XVIIIe siècle, il a été estimé que le rocher est responsable du naufrage de six navires chaque hiver.
En une seule tempête, 70 navires ont été perdus au large de la côte est de l'Écosse. L'ingénieur écossais Robert Stevenson avait proposé la construction du phare de Bell Rock en 1799, mais le coût et la nature relativement radicale de sa proposition, en ont causé l'abandon. Toutefois, la perte du navire de guerre HMS York (1796) (en) et tout son équipage, en 1804 entraîna un scandale au Parlement, qui conduit à l'adoption en 1806 de la loi autorisant le lancement de la construction.
Le phare a été construit par Stevenson entre 1807 et 1810 et il a été allumé le 1er février 1811 pour la première fois. Le design a quelques similitudes avec le phare d'Eddystone conçu par John Smeaton, qui a également été construit sur un récif au large en utilisant des pierres imbriquées. Il innove avec la rotation des lampes en alternant le rouge et le blanc.

## Histoire de la construction

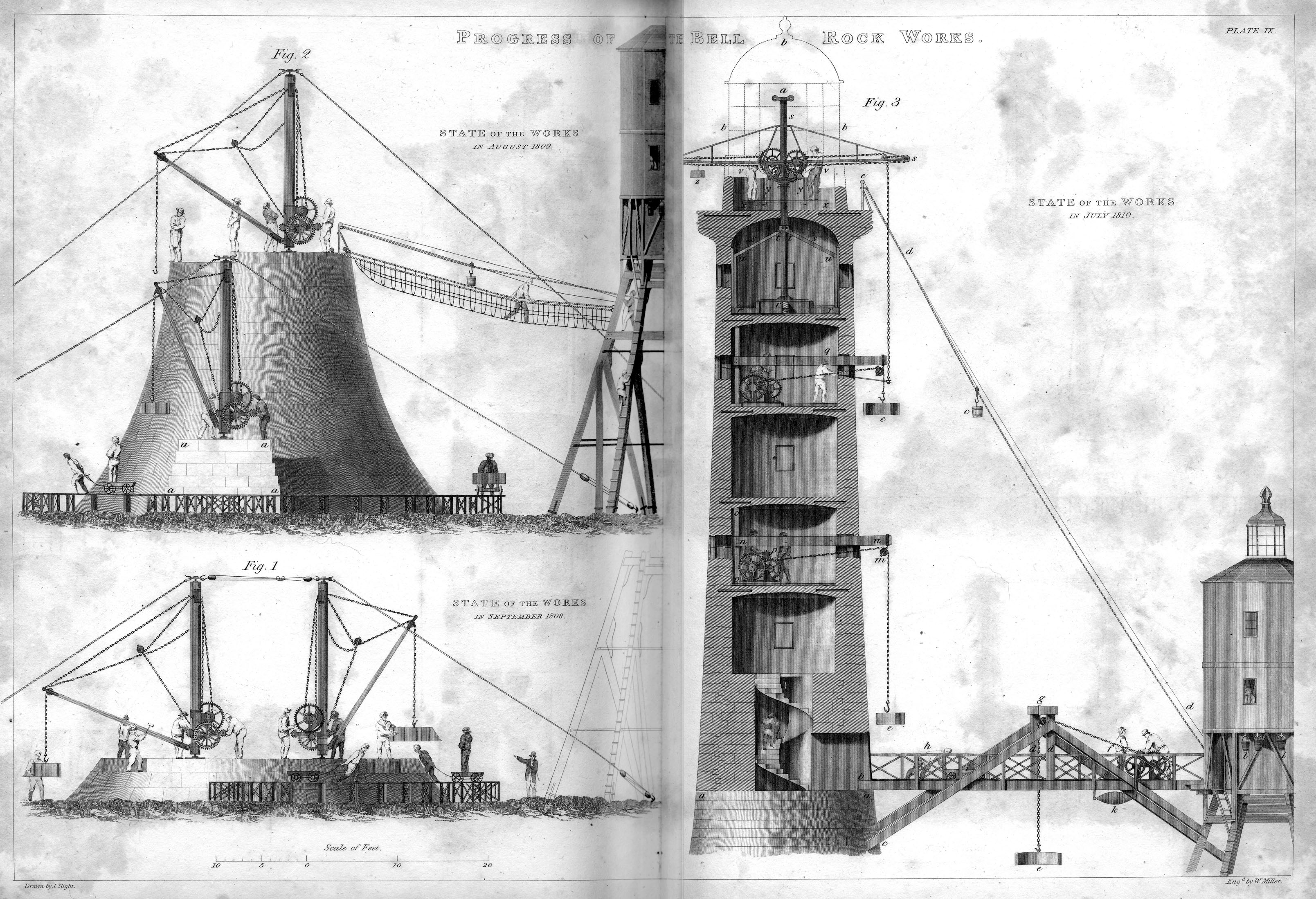
Gravure de William Miller montrant les étapes de la construction du phare (1824).

### 1807
Stevenson engagea 60 hommes, dont un forgeron, afin de pouvoir aiguiser sur place les barres à mine utilisées pour creuser les fondations. En effet, Stevenson ne souhaite pas utiliser d'explosifs qui pourraient endommager le rocher sur lequel doit se dresser le phare.
L'expédition partit le 17 août 1807 pour deux mois d'absence.
Afin de respecter à la fois le budget et les délais, Stevenson demanda à ses équipes de travailler le dimanche. Malgré les arguments de Stevenson, notamment qu'ils accomplissaient le travail du Seigneur, la plupart des hommes refusèrent, stipulant que cela serait mal perçu par Dieu.
20 heures par jour, tandis que le rocher est recouvert d'un maximum de 12 pieds (env. 3,65 m) d'eau, les hommes vivent sur un bateau amarré un mille nautique au large du rocher.
La première tâche fut la construction d'une maison de chantier posée sur une structure en bois, de sorte que les hommes aient un lieu de séjour sur l'île, au lieu de perdre du temps en parcours entre le navire et le rocher chaque jour. Cette décision fut également prise à la suite d'un incident dans lequel l'un des bateaux partit à la dérive.
Cette construction pouvait accueillir 15 hommes.
Les fondations du phare et les piliers de la maison de chantier sont achevées au cours de la première saison.
Au cours de l'hiver, les tailleurs de pierre produisent des pierres pour le phare à partir de granit d'Aberdeen.

### 1808
Au printemps de 1808, les travaux reprennent. La maison de chantier fut achevée et les trois premiers rangs de pierre furent posés. Durant toute la deuxième saison, seules 80 heures de travaux ont pu être exécutées sur le rocher.
Avant que la cabane ne soit finie, un jeune travailleur fut heurté par une bouée, tomba à la mer inconscient et se noya.
Le garçon étant le principal soutien de sa famille, Stevenson offrit le poste vacant à Alexander Scott, frère cadet de la victime.
La maison de chantier résista à une forte tempête, ce qui décida les travailleurs à accepter de travailler le dimanche.

### 1809
Un travailleur du nom de Wishart eut les jambes écrasées dans un accident, l'empêchant de continuer à travailler sur le projet. Il demanda à Stevenson à être embauché en tant que gardien du phare, qui fit le nécessaire.
Le travail cesse le 22 août 1809, la tour est alors en grande partie achevée.

### 1810
En janvier, les jumeaux de Stevenson meurent de la coqueluche, et deux semaines plus tard, sa fille cadette, Janet meurt également de cette maladie. 
Au cours de cette dernière période de construction le phare est devenu une attraction touristique.
Durant cette dernière saison, une tempête longue de sept heures frappa le chantier, le travailleur Charles Henderson fut perdu, et son corps ne fut jamais retrouvé.
Le travail est finalement achevé, avec un total de 2 500 pierres de granit utilisées lors de la construction. Toutes furent transportées par un seul cheval, nommé Bassey.

## Accident d'hélicoptère de 1955
Le 14 décembre 1955, un hélicoptère de la RAF s'est écrasé sur le phare en apportant une livraison aux gardiens du phare. Le phare fut endommagé, y compris son système optique, mais ses gardiens sont restés indemnes. En dépit d'une tentative de sauvetage, tous les occupants de l'hélicoptère ont été tués. En raison du mauvais temps, le phare n'a pas pu être réparé avant le 20 décembre, lorsque les conditions permirent la livraison des fournitures.

## Culture
Le musicien écossais Alastair McDonald a composé une chanson, The Mermaid's Tale, dont le décor est Bell Rock. Le premier couplet est :

« My father was the keeper of the Bell Rock Light

And he married a mermaid one dark night

And from this union there came three

A codling and a kipper and the other was me »

## Films
- Le Phare de Bell Rock, un épisode docufiction de la série Les Sept Merveilles du Monde Industriel de la BBC.